# Алімбетово
Алімбе́тово (каз. Әлімбетов) — село у складі Жетисайського району Туркестанської області Казахстану. Входить до складу Атамекенського сільського округу.
Населення — 138 осіб (2021; 44 у 2009, 36 у 1999, 47 у 1989).